# Тез-Баир
Тез-Баир — гора в Крыму. Высота составляет 1012 метров над уровнем моря, гора является частью Главной гряды Крымских гор (Ай-Петринская яйла), находится к юго-востоку от Байдарской долины в Севастопольском регионе Крымского полуострова.
На некоторых картах Крыма она обозначена как Таш-Баир (с крымскотатарский — «каменный отрог»). Гора является наивысшей и крайней восточной точкой Севастопольского региона. Через неё проходит граница Севастополя с Бахчисарайским районом.
С Тез-Баира открывается панорама Байдарской долины с лежащим в центре котловины Чернореченским водохранилищем. На юге хорошо видны горы Байдаро-Кастропольской стены — Морчека высотой 981 метр над уровнем моря и Спирады высотой 1029 метров над уровнем моря. На востоке находится Трапан-Баирский хребет, который отделяет от Ай-Петринской яйлы живописное урочище Карадагский лес, спускающееся в Байдарскую долину. По нему в Средние века поднималась на яйлу колёсная дорога.
Само урочище является районом классического карста с обилием карстовых воронок и полостей. Самые известные из них — это Скельская пещера у села Родниковское с оборудованным экскурсионным маршрутом и шахта Кристальная, доступная лишь спелеологам.